# Playa de Agua Amarga
La playa de Agua Amarga es una playa de la ciudad de Alicante, en España, al sur de la Rambla de las Ovejas. A continuación de esta playa se encuentra la playa de San Gabriel, adyacente a la desembocadura de la rambla y al puerto. Existe una pequeña cala, que forma parte de esta playa, conocida como la cala de los Borrachos. En paralelo a la playa se encuentran importantes vías de comunicación por carretera y ferrocarril, como la avenida de Elche y la línea de cercanías Murcia-Alicante, respectivamente.
Actualmente, la playa de Agua Amarga se ha convertido en un escenario de la Ciudad de la Luz para la filmación de películas de nivel internacional, siendo este el tercer mayor estudio cinematográfico del mundo.